# Staro Nagoričane (kommun)
Staro Nagoričane (makedonska: Старо Нагоричане) är en kommun i Nordmakedonien. Den ligger i den norra delen av landet, 50 kilometer nordost om huvudstaden Skopje. Antalet invånare är 4 840. Arean är 433 kvadratkilometer.
Orten Staro Nagoričane är huvudort i kommunen Staro Nagoričane. Andra orter är Pelince.